# Смутяки
Смутяки — деревня в Советском районе Кировской области в составе Греховского сельского поселения. 

## География
Находится на правобережье Вятки на расстоянии примерно 13 километров по прямой на восток-юго-восток от районного центра города Советск.

## История
Известна как деревня Мутянка (Замутянка) с 1701 года, в 1710 году здесь проживало 134 жителей, относившихся к дворцовым крестьянам. В 1873 году здесь (деревня Смутяковская или Замутяна) дворов 34 и жителей 297, в 1905 37 и 262, в 1926 36 и 197, в 1950 37 и 144, в 1989 проживало 23 человека. Настоящее название закрепилось с 1926 года.

## Население
Постоянное население составляло 12 человек (русские 100%) в 2002 году, 6 в 2010.